# Rottofreno
Rottofreno (emilián nyelven Altufrèi, Artufrèi, Ltufrèi vagy Rtufrèi) település Olaszországban, Emilia-Romagna régióban, Piacenza megyében. Lakosainak száma 12 206 fő (2023. január 1.). Rottofreno Calendasco, Gragnano Trebbiense, Monticelli Pavese, Piacenza, Sarmato, Borgonovo Val Tidone és Chignolo Po községekkel határos.

## Népesség
A település lakossága az elmúlt években az alábbi módon változott:
| Lakosok száma | 12 249 | 12 220 | 12 206 |
|               | 2017   | 2018   | 2023   |